# 葉家妤
葉家妤（1981年11月30日—），本名白恬（白家妤），台灣女演員，妹妹是演員白家綺，妹婿為演員吳東諺，弟弟為知名電影攝影師白杰立。配偶為陳宇風，小叔陳熙鋒，育有三女。

## 電視劇
| 年份   | 電視台     | 劇名           | 角色   |
| ------ | ---------- | -------------- | ------ |
| 2005年 | 三立台灣台 | 台灣龍捲風     | 劉莉莉 |
| 2005年 | 民視       | 意難忘         | 蔡志英 |
| 2006年 | 民視       | 再生緣         | 王麗雲 |
| 2006年 | 民視       | 愛             | 宋怡婷 |
| 2007年 | 民視       | 濟公           | 柳明月 |
| 2008年 | 民視       | 娘家           | 彭玲惠 |
| 2009年 | 民視       | 夜市人生       | 江一帆 |
| 2010年 | 民視       | 新兵日記       | 鄭玉婷 |
| 2011年 | 民視       | 愛讓我們在一起 | 丁小雨 |
| 2011年 | 民視       | 父與子         | 王雅芳 |
| 2013年 | 民視       | 風水世家       | 曾玉茹 |
| 2021年 | 民視       | 黃金歲月       | 李采苓 |
| 2023年 | 華視       | 欺妻49天       | 林小芬 |
| 2025年 | GOOD TV    | 幸福宅一起     |        |

## 音樂作品
- 娘家的心聲
  - 2009年 - 後頭厝
  - 2009年 - 幸福的表情

## MV
- 2005年《人生的歌》 （页面存档备份，存于）（黃乙玲）葉家妤 &（徐亨）
- 2005年《放我去飛》 （页面存档备份，存于）（黃乙玲）葉家妤 &（蘇炳憲）
- 2009年《後頭厝》葉家妤 &（羅文聰）
- 2009年《幸福的表情》葉家妤 &（羅文聰）

## 廣告代言
- 維骨力
- 安泰華頓花園
- Fisher & Paykel 菲雪品克抽屜洗碗機
- 娘家滴雞精

## 外部連結
- 葉家妤Joey ya的Facebook專頁
- 葉家妤的新浪微博